# James Tallmadge Jr.
James Tallmadge Jr. (Stanfordville, Nueva York; 28 de enero de 1778-Nueva York, 29 de septiembre de 1853) fue un abogado y político estadounidense que se desempeñó como vicegobernador de Nueva York entre 1824 y 1826, bajo parte del segundo mandato del gobernador DeWitt Clinton. Sirvió brevemente en la Cámara de Representantes de los Estados Unidos entre 1817 y 1819. Fue delegado a dos convenciones estatales para reformar la Constitución de Nueva York en 1821 y 1846; y sirvió como miembro de la Asamblea Estatal en 1824.

## Biografía
Nació el 28 de enero de 1778 en Stanfordville —conocida actual y simplemente como Stanford—, Nueva York. Hijo del coronel James Tallmadge —que combatió en la guerra de Independencia— y su esposa Ann Southerland, se graduó de la Universidad Brown en 1798 y entró a una firma de abogados en 1802. Se desempeñó como secretario del gobernador de Nueva York, George Clinton, entre 1798 y 1800.
Tras el estallido de la guerra anglo-estadounidense de 1812, se alistó y comandó una compañía en defensa del estado de Nueva York. Más tarde, ganó una elección especial a la Cámara de Representantes de los Estados Unidos para ocupar el escaño de Henry B. Lee, quien había fallecido antes de jurar el cargo. Tallmadge asumió el 6 de junio de 1817, y solo sirvió por menos de dos años, cuando dejó el cargo en marzo de 1819.
A principios de ese año —en marco del Compromiso de Misuri—, introdujo la llamada «enmienda Tallmadge», que proponía la emancipación gradual en Misuri. La Cámara de Representantes aprobó la propuesta con 82 votos a favor y 78 en contra el 17 de febrero, pero no recibió el mismo apoyo en el Senado, donde los sureños —que se oponían en gran medida al proyecto— tenían más influencia.
Cuando finalmente dejó la Cámara, se desempeñó como delegado a las convenciones constitucionales de Nueva York de 1821 y 1846. Además, consiguió un escaño en la Asamblea Estatal en 1824, y sirvió como vicegobernador del estado entre 1824 y 1826. Falleció en la ciudad de Nueva York el 29 de septiembre de 1853 y fue enterrado en el Cementerio Marble.